# Sukman I
Suqman (I) ibn Àrtuq Muín-ad-Din (àrab: سقمان بن أرتق, Suqmān ibn Àrtuq o Úrtuq; turc: Sökmen) fou emir ortúkida de Hisn Kayfa i Mardin. Era fill d'Ortuk i germà d'Ilghazi I.
Suqman va lluitar a la Djazira al servei del sultà seljúcida de Damasc, Tútuix I, contra els nebots d'aquest (1092-1095) i a la mort del sultà el 1095 va donar suport al seu fill Radwan d'Alep, contra l'altra fill Dukak de Damasc. Poc després, el 1097, va perdre Jerusalem que governava amb el seu germà Ilghazi (el seu pare Ortuk n'havia estat nomenat governador per Tútuix el 1086, i havien heretat el govern a la seva mort el 1091), enfront del visir fatimita al-Afdal ibn Badr al-Jamalí (que després la va perdre el 1099 davant els croats).
Se'n va anar amb els seus turcmans cap al Diyar Bakr (on una part dels turcmans ja s'havien establert) on ja el 1097 es va apoderar temporalment de Sarudj, mentre un nebot (Yakuti ibn Alpyaruk) ocupava Mardin; Suqman fou expulsat de Sarudj pels croats el mateix 1097, però,és tard, en l'arranjament general a la zona després de l'establiment dels croats, va aconseguir la possessió d'Hisn Kayfa el 1102 amb el control d'algunes comarques més al nord; a més a més va heretar Mardin que de Yakuti havia passat breument al seu fill Ali ibn Yakuti.
El 1104 va capturar en una batalla prop d'Haran el comte Balduí d'Edessa en la seva segona captivitat (encara seria presoner una tercera vegada).
Va morir vers el 1105 (alguns autors ho retarden fins al 1107 o 1108).